# Mount Paris
Mount Paris (französisch Massif Paris, spanisch Montes Paris, russisch Гора Георгия Победоноца Gora Georgija Pobedonoza) ist ein markanter und rund 2800 m Berg der Rouen Mountains auf der westantarktischen Alexander-I.-Insel.
Erstmals kartiert wurde er von Teilnehmern der Fünften Französischen Antarktisexpedition (1908–1910) unter der Leitung von Jean-Baptiste Charcot, der ihn nach der französischen Hauptstadt Paris benannte. Erneut gesichtet wurde er 1936 bei einem Überflug im Rahmen der British Graham Land Expedition (1934–1937) unter der Leitung des australischen Polarforschers John Rymill. Eine weitere Kartierung und Luftaufnahmen entstanden bei der Ronne Antarctic Research Expedition (1947–1948) unter der Leitung des US-amerikanischen Polarforschers Finn Ronne, durch die Rymills Annahme widerlegt werden konnte, es handele sich um mehrere Berge. Das UK Antarctic Place-Names Committee übertrug die französische Benennung 1961 ins Englische. Namensgeber der russischen Benennung ist der Heilige Georg.